# Boulevard Lombard
Pour les articles homonymes, voir Lombard.
Le boulevard Lombard est une voie marseillaise située dans le 15e arrondissement de Marseille. 

## Situation et accès
Cette impasse en pente, essentiellement résidentielle avec quelques lotissements, située au pied du massif de l'Étoile, va de l’avenue Auguste-Gandon au massif de l'Étoile.

## Origine du nom
La voie doit son nom à Henri-Édouard Lombard (1855-1929), sculpteur français.